# Château de Porrentruy
Le château de Porrentruy est un château situé au nord de la vieille-ville de Porrentruy (JU), en Suisse.
Le château est classé comme « bien culturel d'importance nationale » par l'Office fédéral de la protection de la population,.

## Localisation
Situé dans le lieu-dit du Château, Château se dresse dans l'actuelle vieille ville de Porrentruy, dans le district éponyme de la République et canton du Jura, en Suisse.

## Composition

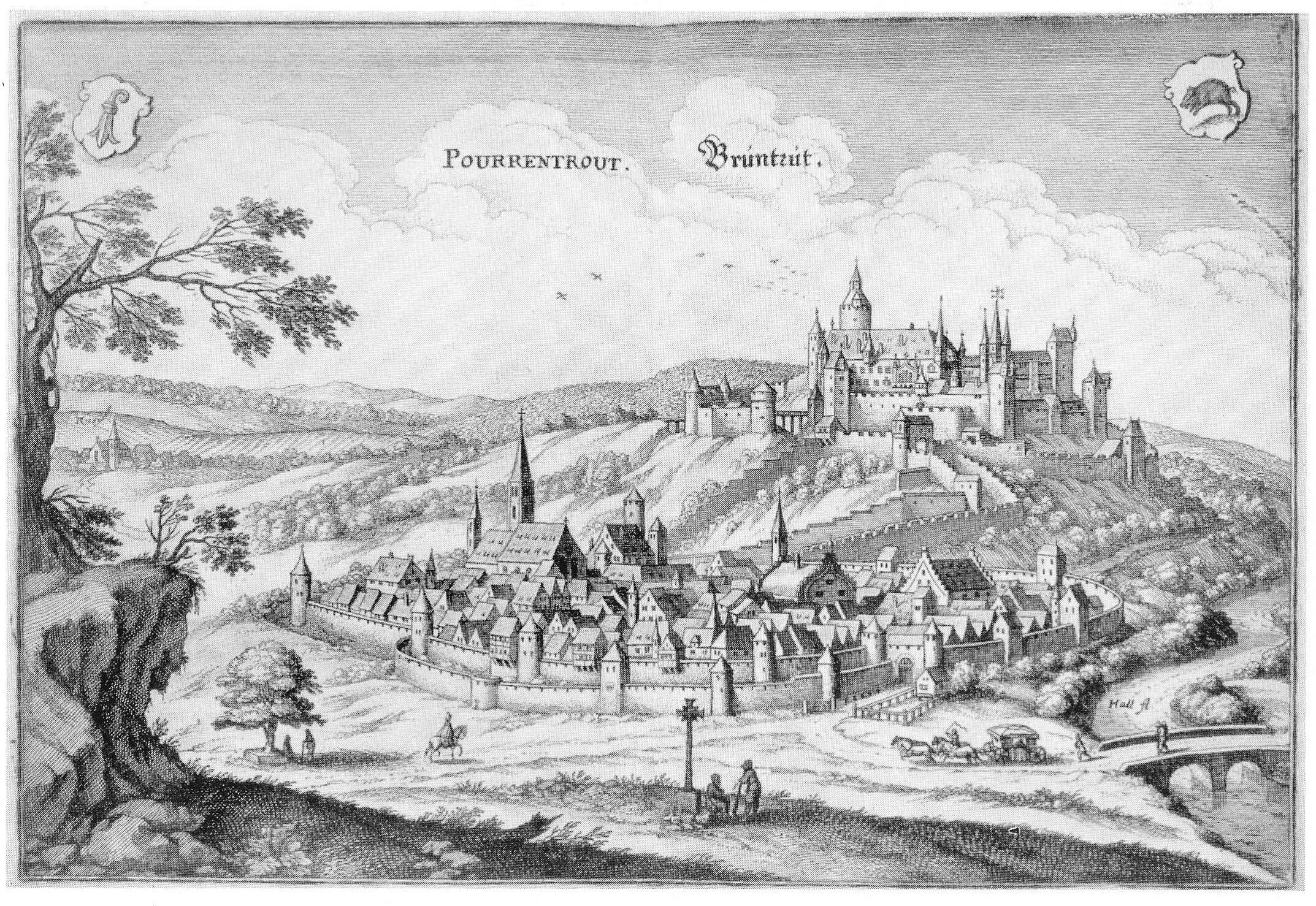
La ville de Porrentruy et son château au XVIIe siècle.

À l'emplacement de l'actuel château se dressait un château en bois, datant probablement du XIIe siècle. Il s'agissait d'une place forte entourée de fossés et de palissades, surmontée d’une tour en bois érigée sur un monticule artificiel. Ce premier château fut remplacé au XIIIe siècle par une construction en maçonnerie. Seule la tour Réfous est conservée. La superficie de cet ancien château en bois correspond à la place surélevée qui entoure aujourd’hui encore la tour Réfous.
Le vaste ensemble présente une forme triangulaire, composée de plusieurs bâtiments, bien que le nombre de ces derniers ait été plus élevé autrefois. Quelques traces de remparts curvilignes du XIVe siècle subsistent à l’ouest et au nord, mais l’enceinte extérieure, quant à elle, n’existe plus.

### Bâtiments antérieur

#### Maison de Lydda et chapelle
Le palais du château en bois était connu sous le nom de Maison de Lydda. Il se trouvait sur la terrasse, entre la tour Réfous et la cour triangulaire. Cette maison fut démolie en 1804.
Une chapelle de style gothique tardif faisait également partie de la maison. Située dans la cour du château, elle fut détruite au début du XIXe siècle.

#### Hôtel de la monnaie et caserne de la garnison
À l’emplacement de l’actuelle terrasse sud se trouvaient l’Hôtel de la Monnaie et la caserne de la garnison du château, ainsi que la poterne, qui permettait l’accès au chemin menant au Faubourg de France.
Bien que la poterne soit aujourd’hui condamnée, elle demeure visible au bas du mur de soutènement. Elle a été remplacée par un escalier situé dans la Tour du Trésor. Ces deux bâtiments ont été démolis en 1820.

### Bâtiments actuels

#### Tour Réfous

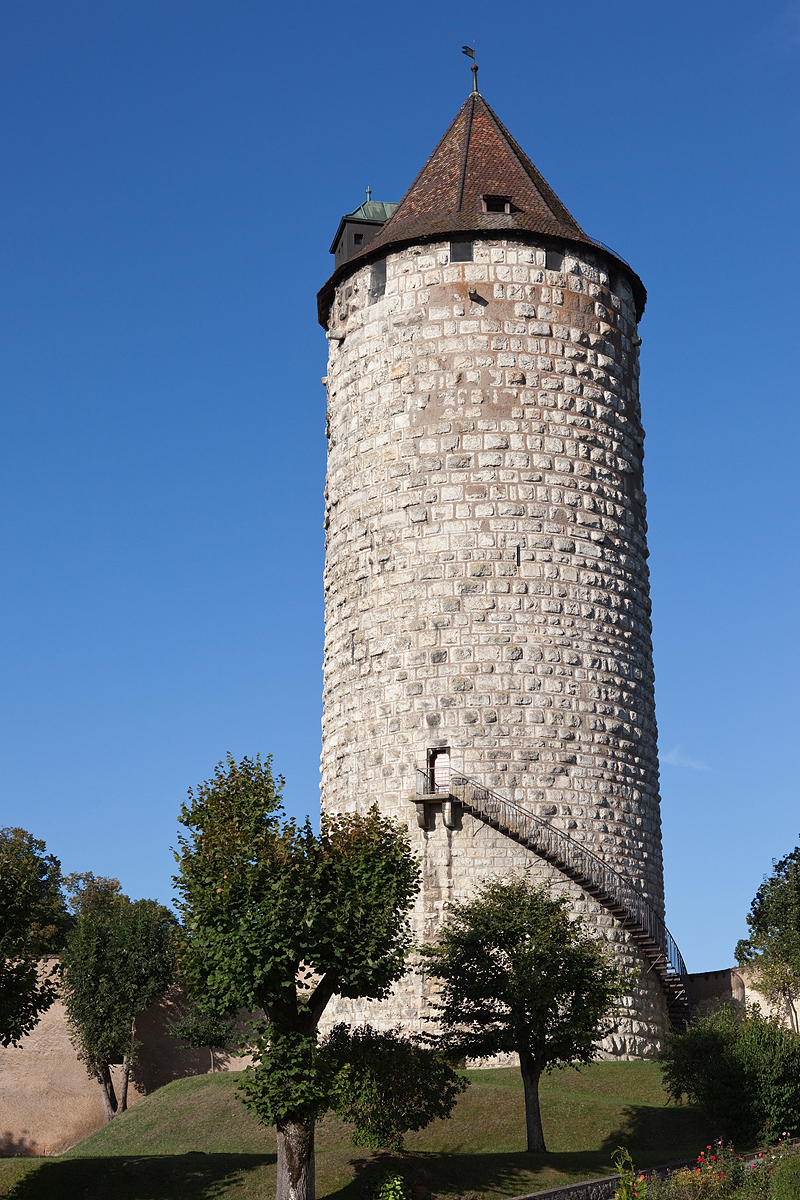
La Tour Réfous.

Élément le plus ancien du château, la tour Réfous (anciennement Riffhus) est édifiée vers 1271 et était rattachée à un château plus ancien. Aujourd’hui, la tour est isolée du bâtiment principal. Inspirée des donjons circulaires savoyards, elle mesure 32 mètres de hauteur pour un diamètre de 12 mètres, avec des murs d'une épaisseur de 4,5 mètres à la base, qui diminuent en se rapprochant du sommet. L’entrée de la tour, située à 9 mètres du sol, était autrefois accessible par un pont en bois reliant la Maison de Lydda, démolie vers 1804. Cette entrée est désormais accessible par un escalier tournant ancré dans la façade.
Les dernières restaurations de la tour remontent à 1924 et 1985.

#### Résidence

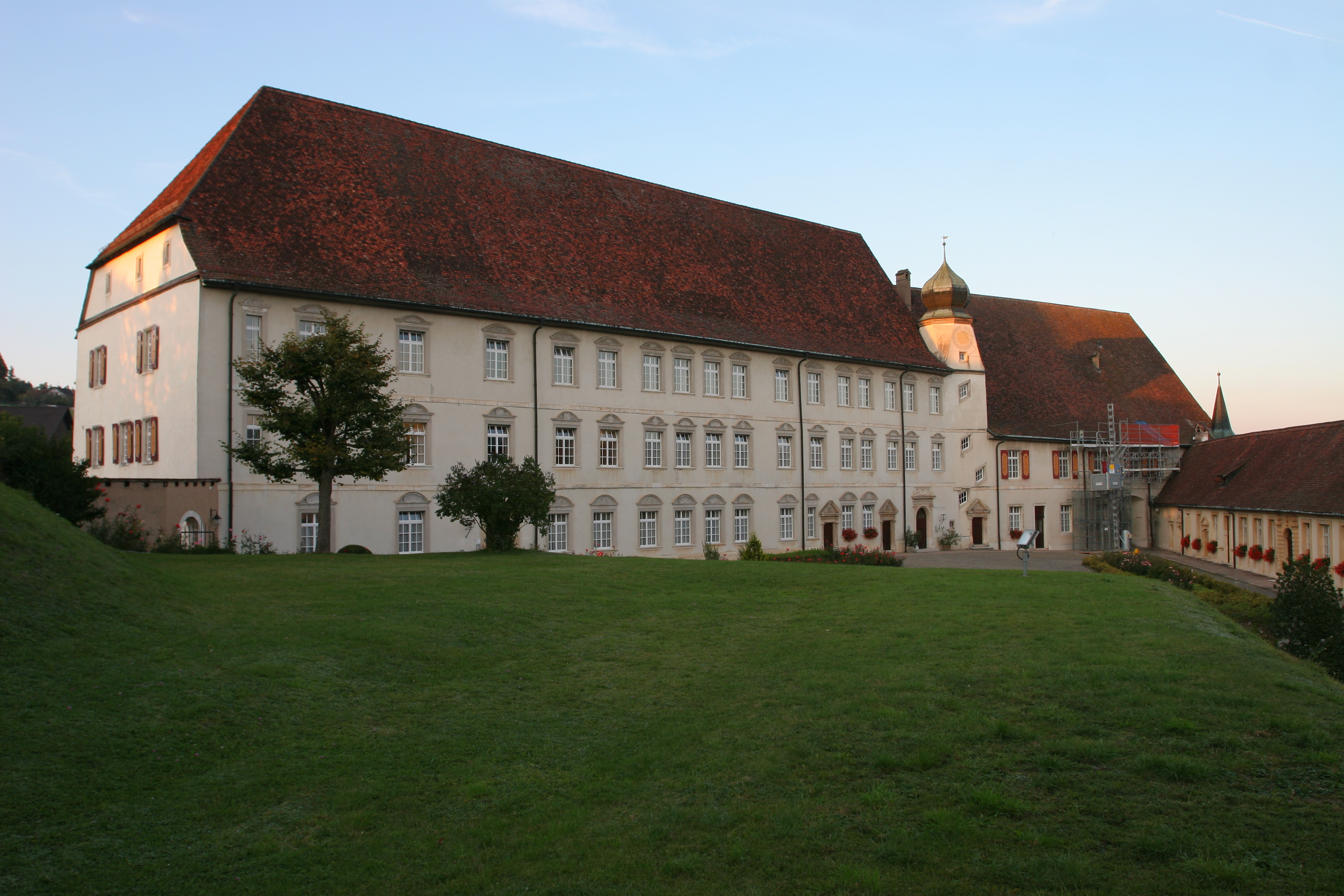
La résidence et la Chancellerie sur la droite.

Le bâtiment de la Résidence est construit entre 1588 et 1591 à la demande du prince-évêque Jacques-Christophe Blarer de Wartensee, d'après les plans des architectes Jean et Nicolas Frick. En plus des gros œuvres, il conserve de cette époque les portails Renaissance de la façade principale ainsi que deux escaliers en colimaçon datant de 1590 et 1591.
Le caractère de la façade donnant sur la cour est modifié dans les années 1720, avec la transformation des grandes fenêtres rectangulaires, surmontées de frontons cintrés de style Régence, richement ornés de stuc. Parmi ces décorations figurent des soleils, des rosaces, des conques, des bouquets, des animaux, ainsi que des vouivres.
Le bâtiment, qui compte trois niveaux, repose sur des caves voûtées monumentales. Les salles du rez-de-chaussée sont également voûtées. Elles abritaient, en plus de divers locaux de service et d'une cuisine (dans l'entrée principale actuelle), quatre salles à manger, dont la qualité des hôtes et des mets diminuait à mesure que l'on se rapprochait de la cuisine. Ces pièces sont ornées de stucs aux motifs décoratifs et figuratifs datant du début du XVIIIe siècle. Le premier étage, dédié à l'hébergement des hôtes et dignitaires de la cour, présente un corridor à l'arrière, sur lequel ouvrent les anciens appartements, composés d'une belle chambre donnant sur la cour et d'une antichambre. Les plafonds de ces chambres sont décorés de stucs des années 1720. L'un d'eux représente le lion héraldique de la famille de Reinach, portant les différents insignes du pouvoir des princes-évêques.

Le deuxième étage, qui a subi davantage de transformations, abritait la salle du trône, des salons de réception et, du côté est, l'appartement du prince-évêque. Dans les corridors sont accrochés les portraits des 14 derniers princes-évêques de Bâle.

#### Chancellerie

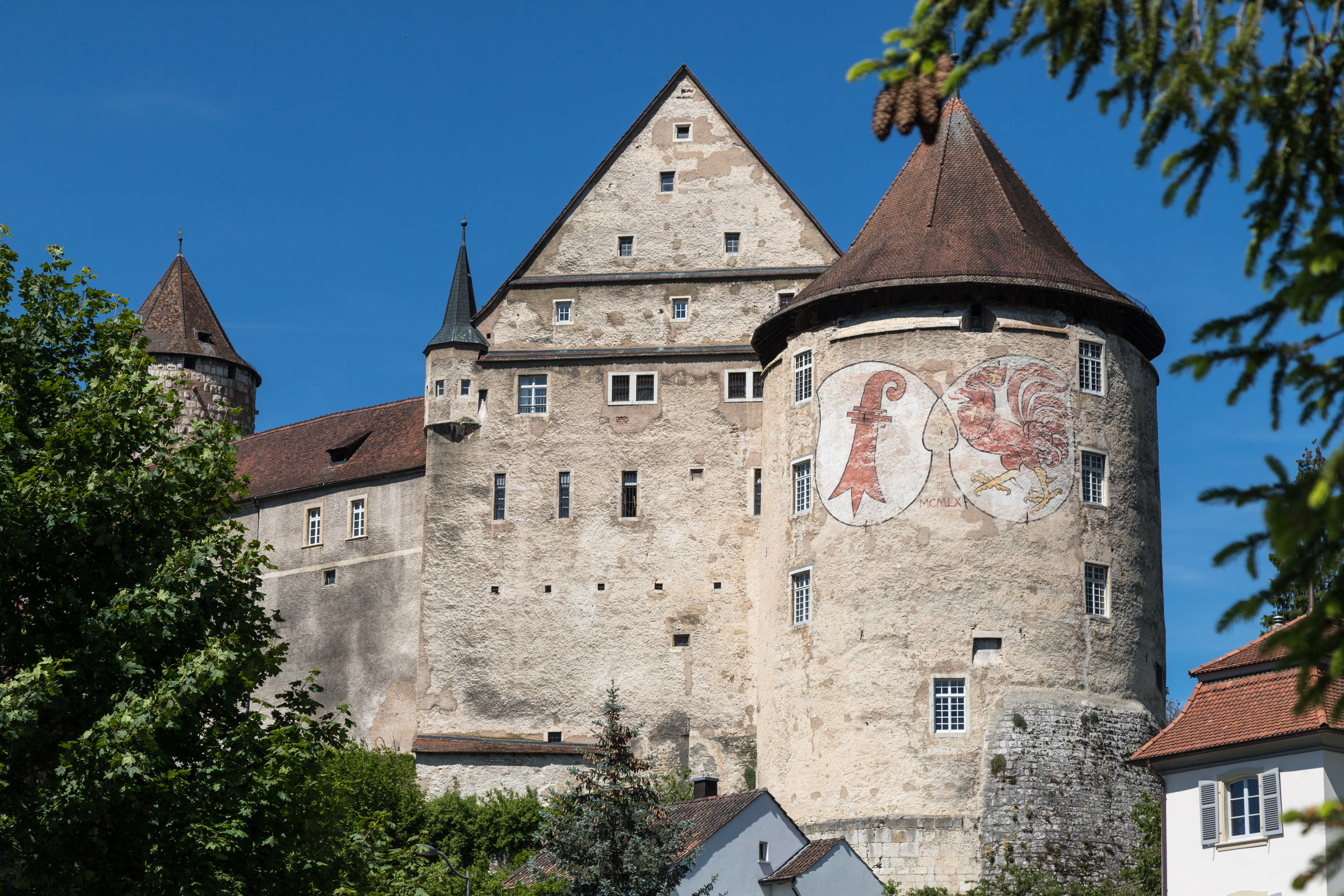
La Chancellerie et la Tour du Coq.

Le bâtiment de la Chancellerie se situe à l'est de la Résidence et forme un léger angle avec celle-ci. Ce bâtiment, sur deux niveaux, a été modifié à plusieurs reprises au fil du temps. Entre les deux bâtiments se trouve une tourelle d'escalier carré, surmontée d'un cadran solaire et d'un dôme en bulbe.
Les caves voûtées de la Chancellerie servaient autrefois de prisons.

#### Tour du Coq
Située à l'extrême est du château, la tour du Coq est une tour à quatre niveaux. Ses fenêtres, datant de 1756, ajoutent à son caractère. À l'origine, elle servait de salle des archives de la Principauté épiscopale de Bâle jusqu'en 1898. Sur la face de la tour figurent les armoiries peintes de la Principauté épiscopale de Bâle et de la famille Blarer. Sa dernière rénovation remonte à 1960.

#### Pavillon de la Princesse Christine

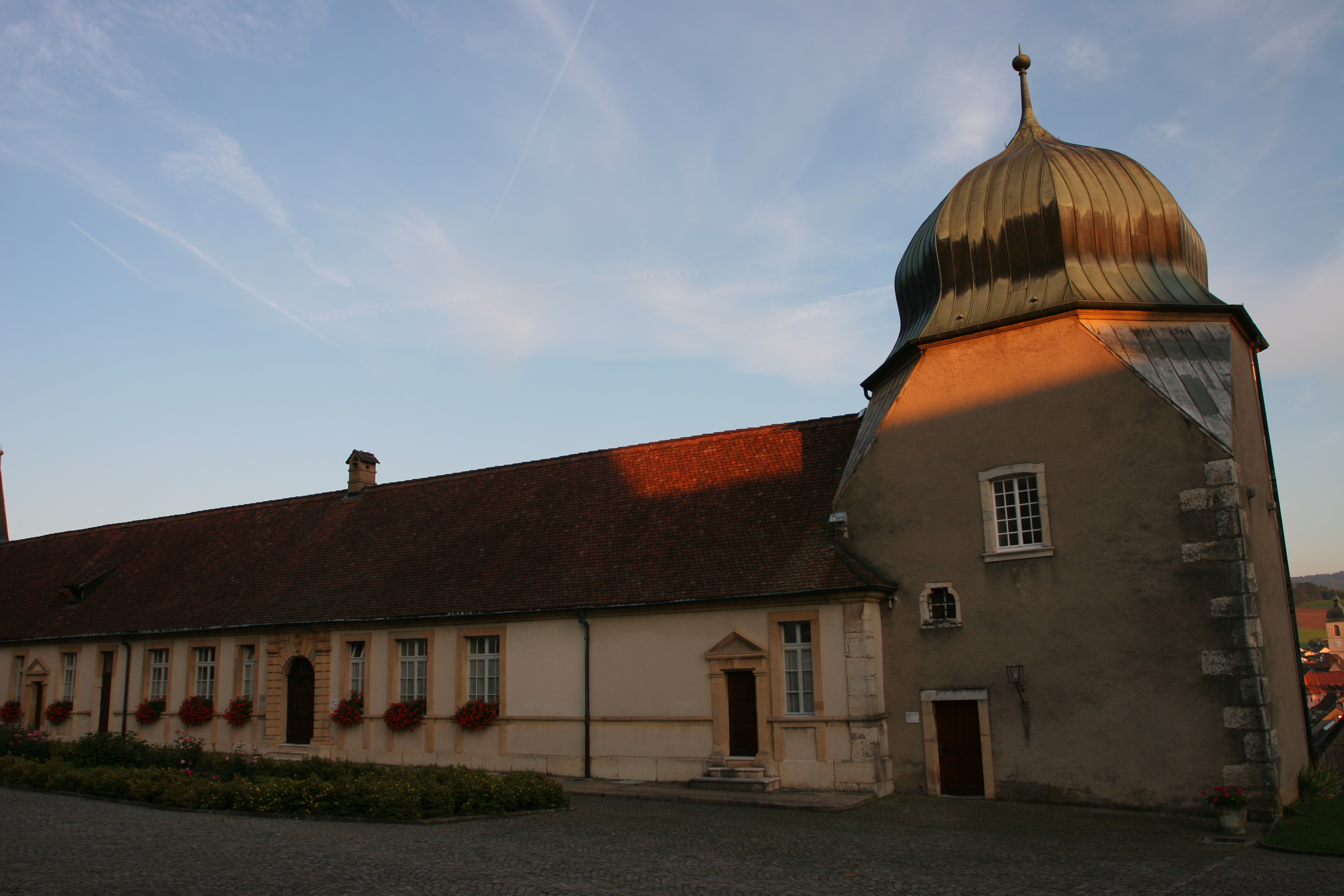
Le Pavillon de la Princesse Christine et la tour du Trésor.

La cour est fermée au sud par le pavillon de la Princesse Christine, construit au début du XVIIIe siècle par Nicolas Schelhorn ou Pierre Racine pour le prince-évêque Guillaume-Jacques Rinck de Baldenstein, à l'emplacement de bâtiments ruraux détruits par l'incendie de 1697. Il doit son nom au souvenir des séjours de la Princesse Christine de Saxe à Porrentruy.
Ce pavillon est un corps d'habitation d'un seul niveau, le rez-de-chaussée du côté de la cour, et repose du côté de la ville sur un impressionnant mur de soutènement. Il conserve, du côté oriental, une ancienne cuisine monumentale.

#### Tour du Trésor
À l'extrémité sud-ouest du pavillon de la Princesse Christine s'élève la tour du Trésor. Cette tour fut raccourcie après l'incendie de 1697 et reçut alors un toit en bulbe. Un escalier intérieur permet d'accéder au Faubourg de France, en traversant le rez-de-chaussée de la maison de Luppach.

#### Maison de Luppach
Située en contrebas, la maison de Luppach était autrefois reliée au mur d'enceinte extérieur. Elle présente l'aspect d'une tour carrée et doit son nom au Prieuré de Luppach.
L'étage supérieur abritait la chapelle privée du prince-évêque Jean-Conrad de Roggenbach (1656-1693). Cette chapelle conserve un plafond voûté richement orné de stucs du début du baroque. Le reste de la chapelle a été transformé.

#### Corps de garde

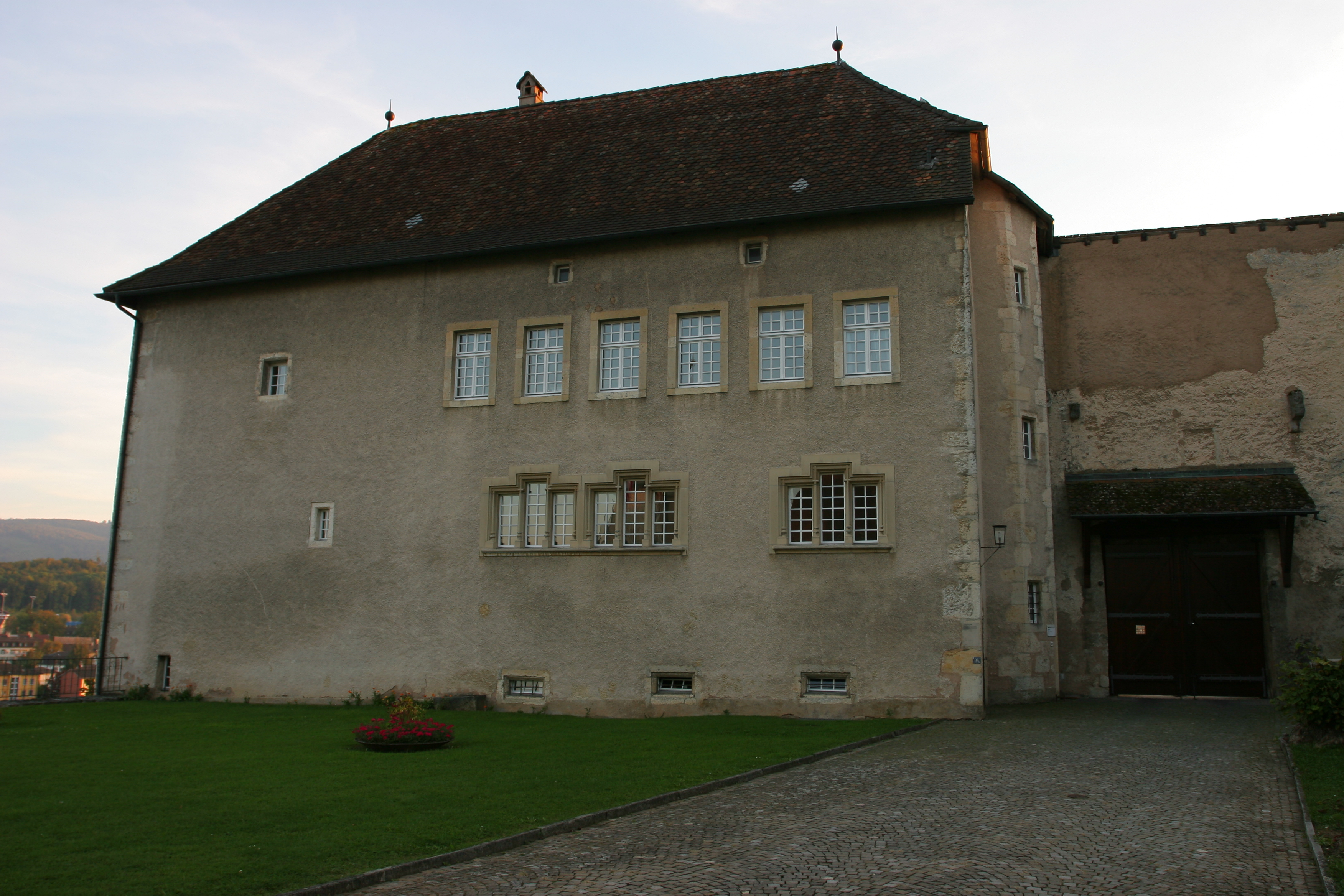
Le Corps de garde.

Le bâtiment aujourd'hui appelé le corps de garde était à l'origine le logement de divers serviteurs.
La partie sud du bâtiment était, à l'origine, dotée d'une énorme tour datant du XIVe siècle, à laquelle fut adossé, au XVe siècle, un bâtiment orné de riches encadrements de fenêtres. Au début du XVIIIe siècle, la toiture du bâtiment fut modifiée et la flèche de la tour de l'escalier en colimaçon démolie.

#### Orangerie
Construit au nord du château en 1726, le bâtiment de l'Orangerie a été profondément remanié. Des vestiges d'un ancien jardin baroque rectangulaire ainsi que des ouvrages de défense datant du XVIIe siècle y ont été retrouvés.

## Histoire
Jusqu'au début de l'époque carolingienne, l'Ajoie appartient aux comtes d'Alsace. Peu peuplée, cette région attire pendant longtemps de nombreux colonisateurs. Lors du partage de la Lotharingie en 870, l'Ajoie échoit à Louis le Germanique. Peu à peu, des familles de la petite noblesse, dispersées à travers le pays, défrichent des terres incultes et érigent de modestes châteaux. Ce n’est que plus tard qu'elles les agrandissent pour en faire des maisons fortes.
La ville de Porrentruy obtient le statut de ville au XIIIe siècle grâce à Rodolphe de Habsbourg. Le château devient, quant à lui, la propriété des princes-évêques de la Principauté épiscopale de Bâle dès 1270. Le 21 mars 1337, un incendie ravage le château. Le 20 juin 1384, le château et la ville sont rattachés à la Principauté épiscopale de Bâle avant d’être intégrés, le 18 juillet de l’année suivante, à la seigneurie de Roche-d'Or. Le 5 juillet 1386, le château et la ville sont vendus à la Principauté de Montbéliard. Finalement, entre 1461 et 1462, le château et la ville sont rachetés par le prince-évêque de Bâle, Jean de Venningen. En 1465, le château est relevé. Le 10 juillet 1528, la Réforme protestante envahit Bâle, et le prince-évêque Jacques-Philippe de Gundelsheim (de) se voit contraint de se réfugier au château de Porrentruy. Dès lors, le château devient la résidence des princes-évêques.
Le château subit un second incendie le 19 décembre 1558. Cette fois, c’est la Chancellerie qui brûle, entraînant la destruction d’une grande partie des archives. Ferdinand Ier impose alors aux sujets et vassaux de la Principauté épiscopale de Bâle de déclarer les fiefs et biens qu'ils détiennent de l'Église de Bâle.
En 1575, Jacques-Christophe Blarer de Wartensee est élu prince-évêque. Il entreprend une rénovation complète du château entre 1590 et 1597. Il fonde également, à Porrentruy, le Collège des Jésuites et assure la création d’une imprimerie. La ville entre alors dans une ère de prospérité, qui prend fin avec la guerre de Trente Ans, durant laquelle la cité est assiégée et occupée à plusieurs reprises par des troupes diverses. Après la guerre, le château redevient la possession du prince-évêque le 29 juillet 1650.
Le 27 juillet 1697, ce sont les écuries qui brûlent.
En 1716, le prince-évêque Jean-Conrad de Reinach fonde une académie au château.
Durant l’été 1790, sous l’influence de la Révolution française, la région jurassienne, notamment sa partie nord, s’agite. Des émeutes éclatent, et un comité révolutionnaire, appuyé par les corporations de Porrentruy, réclame la convocation des États généraux. Inquiet, le prince-évêque Joseph Sigismond de Roggenbach sollicite l’aide de l’empereur, qui dépêche des troupes autrichiennes au printemps 1791. Celles-ci sont cantonnées à Porrentruy.
Lorsque la France déclare la guerre au roi de Bohême et de Hongrie le 20 avril 1792, son armée entre dès le 30 avril dans l’évêché de Bâle. Conformément à l’alliance conclue en 1780 avec le prince-évêque, elle prétend repousser les Autrichiens devenus ennemis. Les troupes françaises occupent alors la partie germanique de la principauté, mais respectent les frontières des bailliages méridionaux, situés sur le territoire de la Confédération.
Entre-temps, le prince-évêque abandonne le château et fuit à Bienne, emportant de nombreux documents, dont une partie finit à Vienne. Les archives restantes demeurent à Porrentruy. Cette fuite sans éclat marque la fin de la Principauté épiscopale, bien que Roggenbach conserve encore, du moins sur le papier, le contrôle du sud du territoire.
Le 6 septembre 1792, les révolutionnaires de l’Ajoie prennent possession du château. Dans le sillage de l’armée française, le révolutionnaire jurassien Joseph-Antoine Rengguer s’impose avec ses partisans. Grâce à son autorité et avec l’appui de la France, une Assemblée nationale est convoquée. Le 19 décembre 1792, cette assemblée proclame la déchéance du prince-évêque et la naissance de la République rauracienne. Le 21 mars 1793, la Convention nationale française accepte l’annexion de ce territoire, qui devient le département du Mont-Terrible.

Après la chute de Napoléon, le Congrès de Vienne redessine les frontières de l’Europe. Au terme de neuf mois de négociations, le territoire jurassien est finalement rattaché au canton de Berne. Dès lors, le château devient propriété de ce canton.

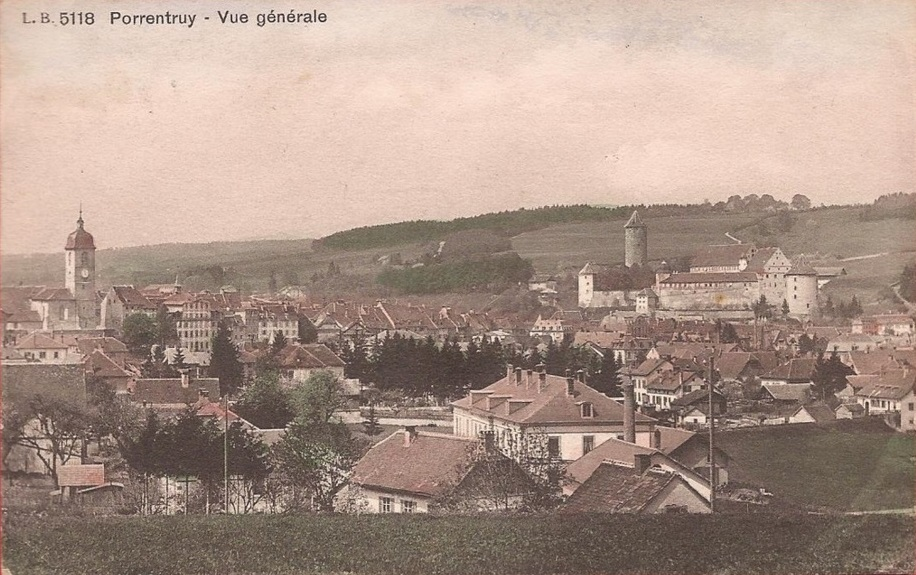
Porrentruy en 1910.

À partir de 1837, les autorités bernoises projettent d’y installer un orphelinat et un hospice. Par cette décision, le château devient alors la propriété collective des communes du district de Porrentruy. L’Hospice des pauvres ouvre ses portes le 14 septembre 1841 et reste en activité jusqu’au 14 novembre 1930. Le 3 novembre 1932, le canton de Berne rachète le château, qui devient dès lors le siège de l’administration du district.
En 1937, le château est transformé en caserne militaire, fonction qu’il conserve jusqu’en 1945. Le 2 septembre 1956, une votation populaire cantonale approuve la restauration du château ainsi que le transfert des administrations de district dans ses murs. Les travaux de restauration s’étendent de 1958 à 1961.
Avec la création de la République et Canton du Jura, officialisée par la votation du 24 septembre 1978, et son accession au statut de 23e canton suisse le 1er janvier 1979, le Gouvernement jurassien devient propriétaire du château. Le 19 janvier 1979, il décide d’y installer le Tribunal cantonal.
Le 19 septembre 1997, un incendie criminel ravage les bureaux du substitut du procureur.

## Archives
En 1558, un incendie détruit partiellement les archives conservées dans la chancellerie du château de Porrentruy. En 1752, les archives sont transférées dans la Tour du Coq, où des installations spécifiques (étagères encore visibles aujourd’hui) sont mises en place. Cette même année, l’archiviste Maldoner établit un cadre de classement pour les séries A et B ainsi que pour les registres de chancellerie (codices), système toujours en vigueur.
En 1792, à la suite de l’occupation française, le prince-évêque Joseph Sigismond de Roggenbach emporte une partie des documents à Bienne. Ceux restés à Porrentruy sont conservés sur place. En 1817, le canton de Berne obtient la restitution des archives envoyées à Bienne, désormais conservées à l’Hôtel de ville de Berne.
En 1848, les archives sont transférées à Porrentruy dans l’ancien dépôt de la Tour du Coq, avant d’être à nouveau déplacées en 1898 à Berne, dans la Tour des Prisons. En 1940, elles sont transférées au bâtiment des Archives cantonales bernoises (Falkenplatz).
En 1963, les archives sont de nouveau rapatriées à Porrentruy, dans l’Hôtel de Gléresse, qui demeure leur lieu de conservation actuel. En 1985, la Fondation des Archives de l’ancien Évêché de Bâle (AAEB) est créée par les cantons de Berne et du Jura. En 1997, l’Acte de fondation est révisé pour inclure le canton de Bâle-Campagne. En 2008, le canton de Bâle-Ville rejoint à son tour la fondation.